# Lilla Dyllingen
Lilla Dyllingen är en sjö i Hedemora kommun i Dalarna och ingår i Norrströms huvudavrinningsområde. Sjön har en area på 0,15 kvadratkilometer och ligger 174,1 meter över havet.

## Delavrinningsområde
Lilla Dyllingen ingår i det delavrinningsområde (667408-150077) som SMHI kallar för Inloppet i Dammsjön. Medelhöjden är 194 meter över havet och ytan är 36,7 kvadratkilometer. Det finns inga avrinningsområden uppströms utan avrinningsområdet är högsta punkten. Vattendraget som avvattnar avrinningsområdet har biflödesordning 5, vilket innebär att vattnet flödar genom totalt 5 vattendrag innan det når havet efter 230 kilometer. Avrinningsområdet består mestadels av skog (79 procent). Avrinningsområdet har 2,76 kvadratkilometer vattenytor vilket ger det en sjöprocent på 7,5 procent.